# TM Forum
TM Forum (англ. Tele Management Forum) — отраслевая некоммерческая ассоциация, объединяющая предприятия электросвязи и их поставщиков с целью выработки стандартов, рекомендаций и моделей для информационных технологий в телекоммуникационной отрасли. Основана в 1988 году по инициативе British Telecom и AT&T под наименованием OSI/Network Management Forum, в 1992 году переименована в Network Management Forum, а с 1998 года называется Tele Management Forum или TM Forum.
Годовые взносы зависят от доходов компании, так, для предприятий с годовым оборотом менее $1 млн членский взнос составляет $1550, а корпорации с оборотом более $10 млрд ежегодно уплачивают взносы в размере $54 тыс. На начало 2011 года в ассоциацию входит около 700 компаний из 70 стран мира.
В рамках ассоциации разработаны, в частности, такие рекомендации, как:
- NGOSS (англ. New Generation Operation System and Software) — концепция построения прикладного программного обеспечения для операционной деятельности телекоммуникационного предприятия, предназначенный как для разработчиков, поставщиков и интеграторов программных систем, так и для самих предприятий;
- eTOM (англ. Enhanced Telecom Operations Map) — референтная расширенная структурная модель бизнес-процессов предприятия электросвязи;
- TNA (англ. Technology Neutral Architecture) — технологически нейтральная архитектура для NGOSS, является поставщиком структур и конструкций, необходимых для поддержки процессов анализа, проектирования, разработки и развертывания NGOSS-based программных решений. Основная задача технологии — разделить бизнес логику и компоненты реализации. Для возможности повторного использования бизнес логики и независимости бизнес процессов от конкретных программных решений;
- SID — референтная модель данных для прикладного программного обеспечения операторов связи;
- TAM — референтная карта приложений в телекоммуникационной отрасли.